# Павленко Василь Васильович
Василь Васильович Павленко (1911, місто Катеринослав, тепер Дніпро — 4 листопада 1943, місто Москва) — український радянський військовий діяч, танкіст, підполковник. Депутат Верховної Ради СРСР 1-го скликання (1937—1943).

## Біографія
Народився в родині робітника-залізничника. Батько брав участь у російсько-японській та Першій світовій війні, працював санітаром у Дніпропетровській лікарні.
У 1920—1927 роках — учень семирічної школи. З 1927 року навчався в школі фабрично-заводського учнівства Дніпропетровського заводу імені Карла Лібкнехта. У 1928 році вступив до комсомолу.
У 1931—1932 роках — коваль і браківник Дніпропетровського заводу імені Карла Лібкнехта.
У 1932—1933 роках — курсант у Червоній армії. З 1933 року служив командиром машини в танкових військах, з 1935 року — командир танкового взводу. Кадровий військовий.
На 1937 рік — танкіст військової частини Червоної армії, яка дислокувалася у місті Новомосковську Дніпропетровської області, лейтенант РСЧА.
Член ВКП(б).
Учасник німецько-радянської війни з 1941 року. Служив командиром 239-го танкового батальйону 27-ї танкової бригади Брянського фронту, командиром 3-го запасного танкового полку 3-ї навчальної танкової бригади. Був важко поранений.
Помер від ран. Похований у Москві.

## Звання
- лейтенант (1936)
- майор
- підполковник (20.03.1943)

## Нагороди
- орден Червоного Прапора (20.08.1942)
- орден Червоної Зірки (16.08.1936)
- медалі